# HD 203574
HD 203574，又名BD+60 2227，SAO 19333、HR 8179，是一颗恒星，视星等为6.11，位于銀經99.84，銀緯7.73，其B1900.0坐标为赤經21h 17m 59.3s，赤緯+60° 7.73′ 54″。